# Synagoga w Kolnie
Synagoga w Kolnie – synagoga znajdująca się w Kolnie przy ulicy Strażackiej.

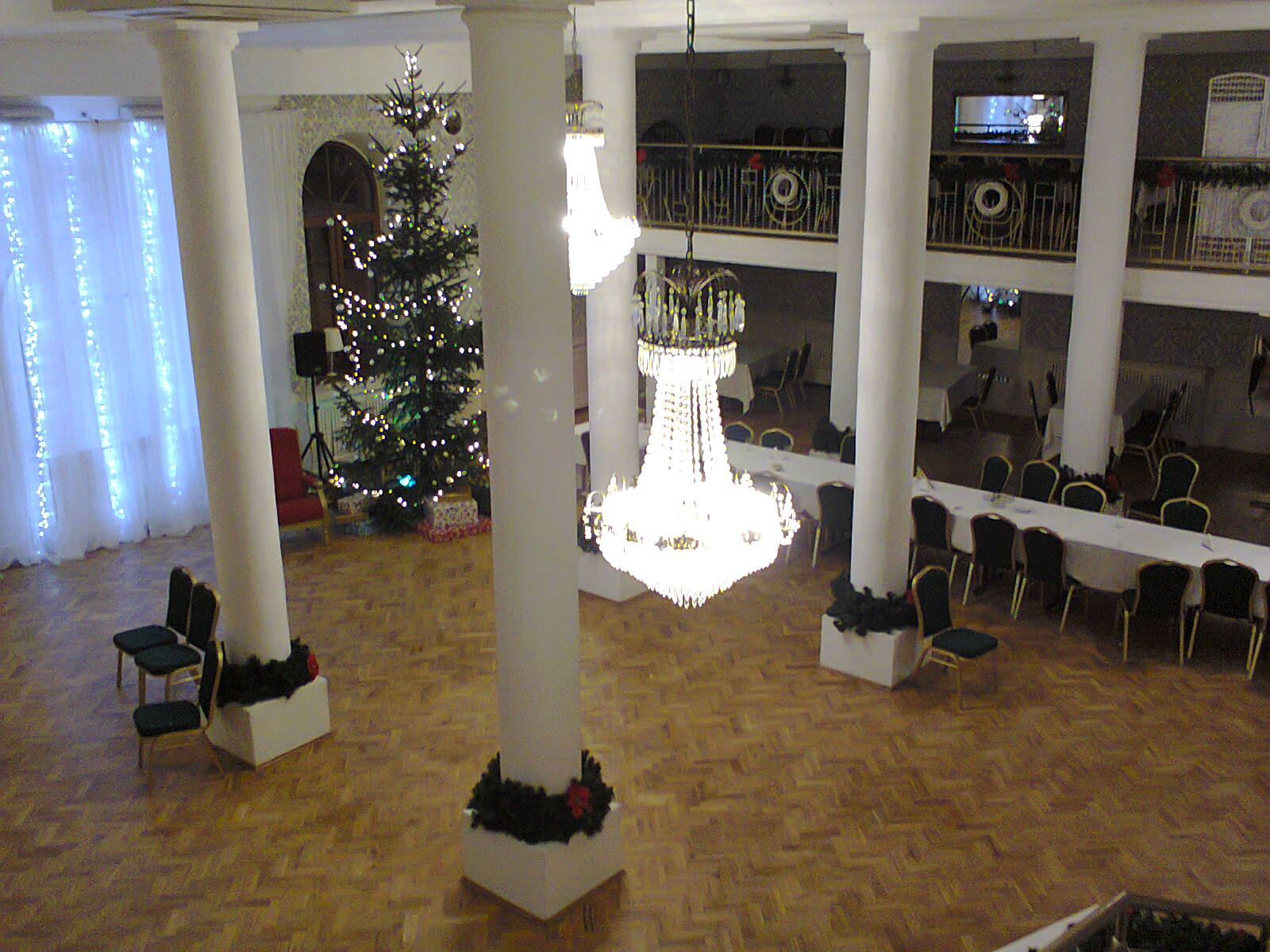
Jednoprzestrzenna sala modlitw - obecnie sala bankietowa

Zespół synagogalny został zbudowany w połowie XIX wieku. Składał się z synagogi i szkoły. Budynki spaliły się w 1932. Odbudowano tylko szkołę i zaadaptowano na potrzeby bożnicy. Podczas II wojny światowej, w 1941 roku hitlerowcy dokonali podpalenia. Po zakończeniu wojny w synagodze przeprowadzono generalny remont i umieszczono w nim wiejski dom towarowy. W następnych latach mieścił się w niej magazyn warzyw i owoców spółdzielni ogrodniczej. W chwili obecnej w budynku znajduje się dwugwiazdkowy hotel „Colnus” i restauracja. Od 2009 roku właścicielem budynku jest Wiesław Sasinowski.

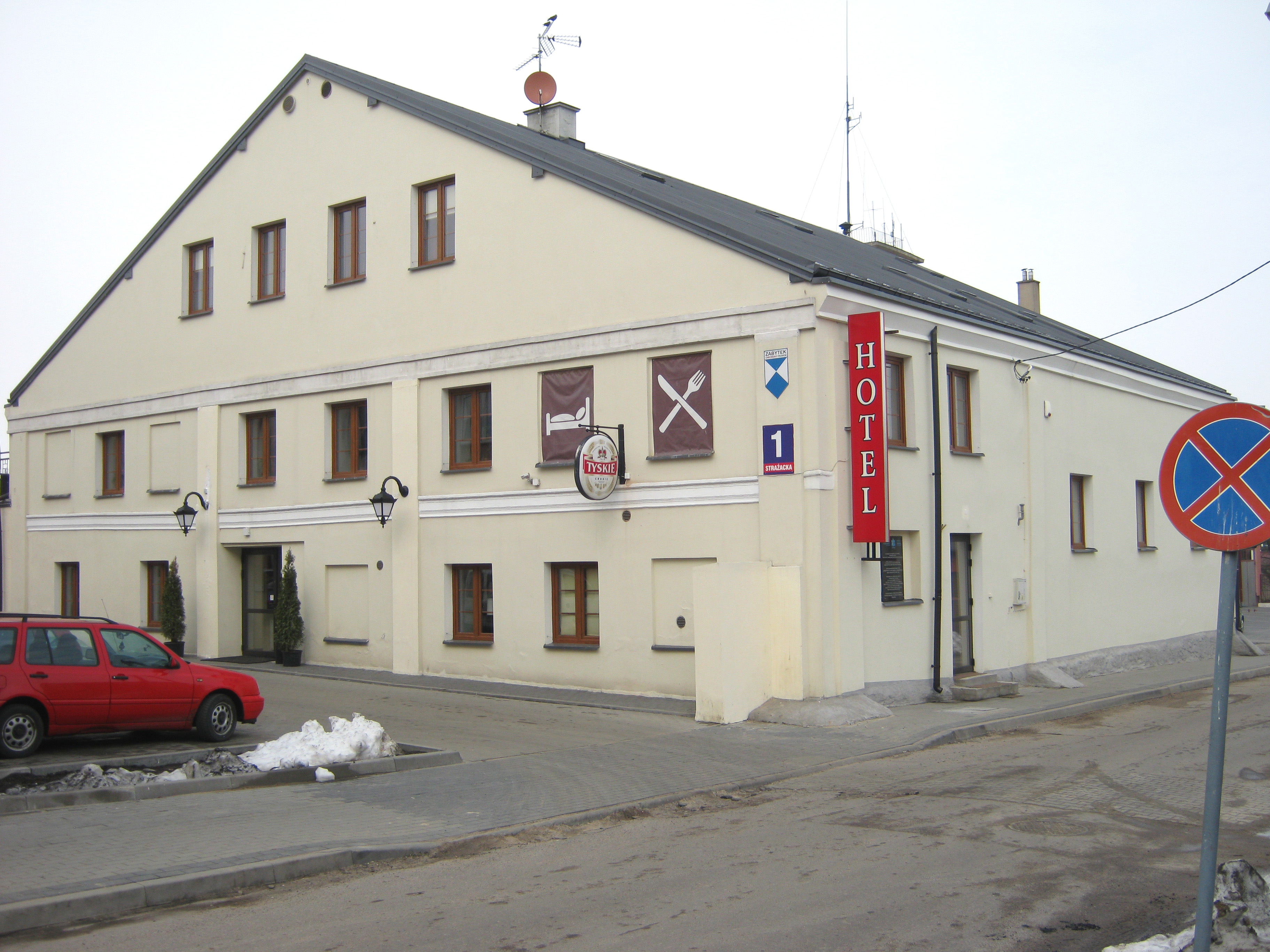
Budynek synagogi - obecnie mieści się w nim hotel

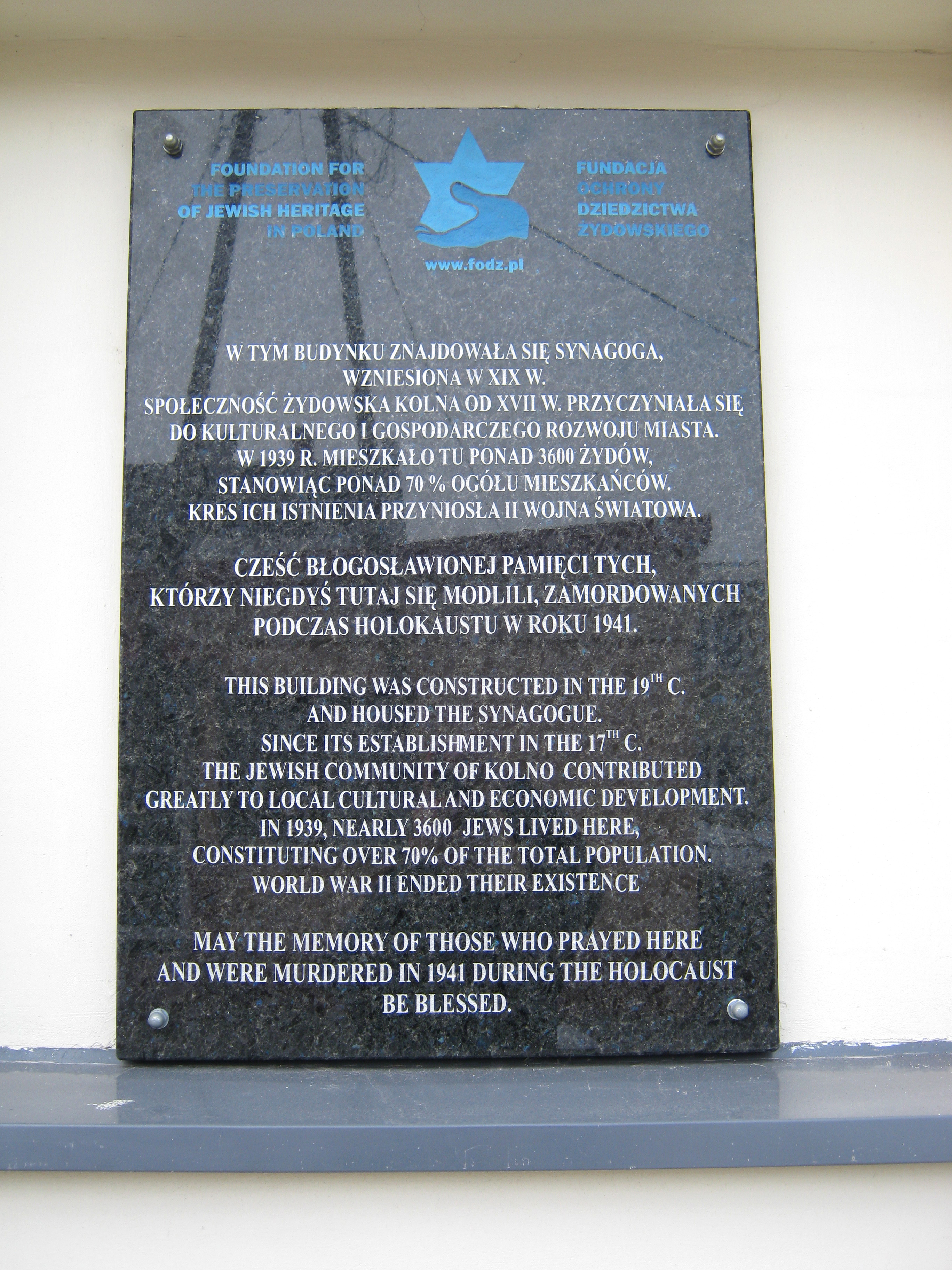
Tablica pamiątkowa odsłonięta w dniu 25 października 2012 r.

Murowany budynek synagogi wzniesiono na planie prostokąta. We wnętrzu zachowały się 4 kolumny podtrzymujące strop, ale nie zachowała się rzeźbiona w drewnie oprawa Aron ha-kodesz. Podłoga w sali głównej i przedsionku była ceramiczna, a na piętrze drewniana.
1 listopada 2008 roku zostało wydane pozwolenie na remont budynku, który trwał do 2010 roku.